# Somalische sporenleeuwerik
De Somalische sporenleeuwerik (Heteromirafra archeri) is een zangvogel uit de familie Alaudidae (leeuweriken). De vogel werd in 1920 door de Britse natuuronderzoeker Stephenson Robert Clarke  geldig beschreven en vernoemd naar Geoffrey Francis Archer, die de vogel in september 1918 verzamelde in Brits-Somaliland.

## Kenmerken
De vogel is 14 cm lang. Het is een leeuwerik met een relatief korte staart en grote kop. Deze leeuwerik heeft een licht oker gekleurde wenkbrauwstreep, maar daarboven twee donkere kruinstrepen. Van boven lijkt de vogel "geschubd".

## Verspreiding en leefgebied
De vogel is endemisch in Somalië. Het leefgebied van de vogel bestaat uit zowel open grasland, als uit open rotsachtig landschap met bosjes en beperkte grasgroei.

## Status
De Somalische sporenleeuwerik heeft een beperkt verspreidingsgebied en daardoor is de kans op uitsterven aanwezig. De grootte van de populatie werd in 2018 door BirdLife International geschat op 50 tot 250 individuen en de populatie-aantallen nemen af met 80% binnen drie generaties, door habitatverlies. Het leefgebied wordt aangetast door wildgroei met struiken, overbegrazing en menselijke bewoning. Om deze redenen staat deze soort als kritiek op de Rode Lijst van de IUCN.